# Дарницкое
Дарницкое (укр. Дарницьке) — село в Устилугской городской общине Владимирского района Волынской области Украины.
Население по переписи 2001 года составляет 79 человек. Почтовый индекс — 44762. Телефонный код — 3342. Занимает площадь 0,508 км².

## История
В 1946 году указом ПВС УССР хутор Фундум переименован в Дарницкий.